# Pacanów (gmina)
Pour les articles homonymes, voir Pacanów (homonymie).
Pacanów est une gmina rurale du powiat de Busko, Sainte-Croix, dans le centre-sud de la Pologne. Son siège est le village de Pacanów, qui se situe environ 25 km à l'est de Busko-Zdrój et 62 km au sud-est de la capitale régionale Kielce.
La gmina couvre une superficie de 123,89 km2 pour une population de 7 897 habitants.

## Géographie
La gmina inclut les villages de Biechów, Biskupice, Chrzanów, Grabowica, Karsy Dolne, Karsy Duże, Karsy Małe, Kępa Lubawska, Kółko Żabieckie, Komorów, Książnice, Kwasów, Niegosławice, Oblekoń, Pacanów, Podwale, Rataje Karskie, Rataje Słupskie, Słupia, Sroczków, Trzebica, Wójcza, Wójeczka, Wola Biechowska, Żabiec, Zborówek, Zborówek Nowy et Żółcza.
La gmina borde les gminy de Łubnice, Mędrzechów, Nowy Korczyn, Oleśnica, Solec-Zdrój, Stopnica et Szczucin.